# Marie-France Jean-Georges
Marie-France Jean-Georges (17 stycznia 1949) – francuska narciarka alpejska. W zawodach Pucharu Świata zadebiutowała w sezonie 1966/1967. Pierwsze punkty wywalczyła 3 marca 1967 roku w Sestriere, gdzie zajęła ósme miejsce w zjeździe. Na podium zawodów tego cyklu jedyny raz stanęła 1 lutego 1970 roku w Abetone, kończąc rywalizację w gigancie na drugiej pozycji. W zawodach tych rozdzieliła swą rodaczkę, Britt Lafforgue i Judy Nagel z USA. W sezonie 1969/1970 zajęła 20. miejsce w klasyfikacji generalnej, a w klasyfikacji giganta była dwunasta.
Nie startowała na igrzyskach olimpijskich ani mistrzostwach świata.

## Osiągnięcia

### Puchar Świata

#### Miejsca w klasyfikacji generalnej
- sezon 1966/1967: 31.
- sezon 1967/1968: 28.
- sezon 1969/1970: 20.

#### Miejsca na podium
1. Abetone – 1 lutego 1970 (gigant) – 2. miejsce